# Above-the-line
Mit dem Attribut above-the-line (englisch für über der Linie, abgekürzt ATL) versieht man im Marketing die so genannte „klassische“ oder „traditionelle“ Werbung, also die direkt erkennbare Werbung in Printmedien (Zeitungen, Zeitschriften) und im Rundfunk (Radio, Fernsehen) sowie Kino- und Außenwerbung. Sie steht damit im Gegensatz zur Below-the-line-Werbung.
Die Herkunft der Bezeichnung ist unklar. Einem Erklärungsansatz nach rührt sie vom Bildnis der Wasserlinie eines Schiffes her: Alles darüber Befindliche (die „klassische“ Werbung) ist für jedermann leicht erkennbar, das darunter Befindliche hauptsächlich nur für die gezielt Beworbenen. Einem anderen Erklärungsansatz nach wurde zuerst das Budget für klassischen Werbemaßnahme (ATL) geplant. Was unter dem Strich – „below the line“ – noch übrig blieb, konnte für BTL-Maßnahmen verwendet werden.
Der Vorteil der Above-the-line-Werbung liegt darin, dass man mit vergleichsweise wenig organisatorischem Aufwand eine sehr große Zahl von potenziellen Käufern erreichen kann.

## Ausprägungen
- Printanzeigen, Prospekte
- Flyer, Kataloge
- TV- und Radiowerbung
- Plakatwerbung
- Online-Werbeanzeigen (z. B. Bannerschaltungen, Suchmaschinenwerbung)
- Eventsponsoring
- Pressekonferenz